# Планета с кратной орбитой

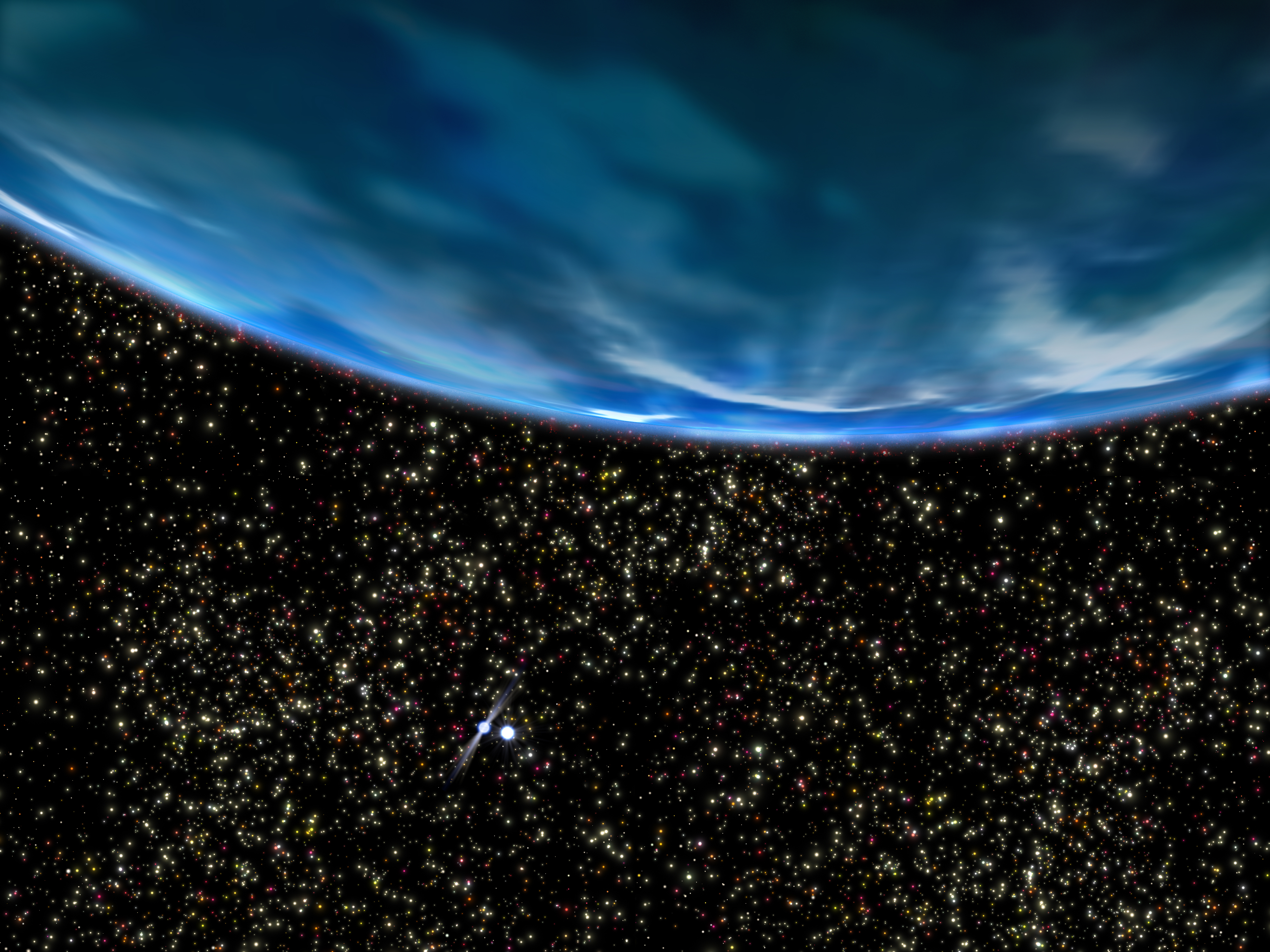
Художественное изображение газового гиганта в двойной системе PSR B1620-26, которая состоит из нейтронной звезды и белого карлика и находится в шаровом скоплении M4.

Планета с кратной орбитой — экзопланета, которая обращается не вокруг одиночной звезды (как, например, Земля вокруг Солнца), а вокруг двойной или (очень редко) — большего числа звёзд. Путь планеты в таком случае формируется в зависимости от орбиты вокруг всех звёзд. По состоянию на 23 января 2012 года известно двенадцать подтверждённых случаев кратно-орбитальных планет у звёзд PSR B1620−26, HW Девы, Kepler-16, Kepler-34, Kepler-35, Ross 458, NY Девы, UZ Печи, RR Резца, HU Водолея, DP Льва, NN Змеи и PH1 (Kepler-64).

## Подтверждённые экзопланеты
Первая обнаруженная экзопланета с кратной орбитой была найдена в системе PSR B1620-26 в созвездии Стрельца, которая состояла из пульсара и белого карлика и находилась в шаровом скоплении M4. Третий объект PSR B1620-26 b был обнаружен в 1993 году и на основании данных за 5 лет наблюдений было сделано предположение о том, что это планета. В 2003 году характеристики планеты были уточнены: масса планеты составляет 2,5 массы Юпитера, планета имеет почти круговую орбиту с большой полуосью в 23 а. е.
В 2008 году в двойной системе HW Девы, состоящей из субкарлика класса В и красного карлика, было найдено две планеты с массой 8,47 и 19,23 массы Юпитера. Последняя планета судя по массе относится к маломассивным коричневым карликам. Периоды обращения планет вокруг двух звёзд составляют соответственно 9 и 16 лет. На формирование обеих планет, по данным учёных, повлиял сброс оболочек одной из звёзд, в результате чего они получили дополнительную массу из оболочки звезды.